# Царенко Олександр Митрофанович
Олександр Митрофанович Царенко (3 листопада 1943, місто Краснокутськ, Харківської області — 1996, місто Вінниця) — український радянський партійний і державний діяч, секретар Вінницького обласного комітету КПУ, 1-й заступник голови виконавчого комітету Вінницької обласної ради народних депутатів.

## Біографія
Народився в родині Митрофана Йосиповича Царенка і Пелагії Степанівни Філонової.
У 1962—1967 роках — студент Київського політехнічного інституту, спеціальність «технологія машинобудування, металорізальні верстати та інструменти» кваліфікація, інженер-механік.
Член КПРС.
Після закінчення інституту працював інженером експериментального цеху, секретарем заводського партійного бюро Вінницького інструментального заводу.
У 1983—1991 роках — секретар Вінницького обласного комітету КПУ з питань промисловості.
На 1991—1992 роки — 1-й заступник голови виконавчого комітету Вінницької обласної ради народних депутатів.
На 1993—1996 роки — заступник голови Вінницької обласної ради народних депутатів по виконавчій  роботі
Помер 1996 року.

## Нагороди та відзнаки
- орден Трудового Червоного Прапора
- ордени
- медалі